# Hammesdamm
Hammesdamm ist ein Ortsteil der Gemeinde Lastrup im niedersächsischen Landkreis Cloppenburg mit ca. 28 Einwohnern (Stand 2001).

## Entstehung des Ortsteils
Vor der Teilung der Mark bestand ein Weg zwischen der Lastruper Mühle und ein Weg der Büters Brücke, die sich auf dem Buschfelde in Richtung Essen vereinigten. Dieser Weg war auch bekannt unter dem Namen Hammersvehn.
Im Jahre 1822 wurde von der Bauernvögten der Gemeinde Lastrup beschlossen, den Weg von der Büters Brücke nach Essen als öffentlichen Heerweg auszubauen. Dieser Weg wurde seit 1717 als Hemmes Damm bezeichnet und ist bis heute zu einer kleinen Bauerschaft namens Hammesdamm herangewachsen.